# Districtul Pápa
Pápa (în maghiară Pápai járás) este un district în județul Veszprém, Ungaria.
Districtul are o suprafață de 1 022,09 km2 și o populație de 58.935 locuitori (2013).